# مجموعة الكارين لحقوق الإنسان
الكارين هو تيم وهو معصي وشلو بضحك مجموعة الكارين لحقوق الإنسان (KHRG)، منظمة حقوق إنسان جماهيرية بقيادة شعب الكارين، تأسست في ولاية كارين في ميانمار خلال عام 1992 وتعمل الآن في المناطق الريفية في جنوب شرق بورما وميانمار. بامتلاكها أكثر من عشرين عامًا من الخبرة، وترشحها مرتين لجائزة نوبل للسلام (2000 و2001)، يُنظر لمجموعة حقوق الإنسان الكارينية دوليًا كسلطة مؤثرة في قضايا مهمة مثل النزوح الداخلي، والعمل القسري، والألغام الأرضية، والصراع ومصادرة الأراضي في جنوب شرق بورما وميانمار.
تعمل مجموعة حقوق الإنسان الكارينية مباشرة مع «القرويين في المناطق الريفية الذين يعانون من الانتهاكات مثل السخرة والتدمير المنهجي لهم ولمحاصيلهم والترحيل القسري والابتزاز والنهب والاحتجاز التعسفي والتعذيب والاعتداء الجنسي والإعدام دون محاكمة». ارتكب معظم هذه الانتهاكات جنود ومسؤولون في مجلس الدولة للسلام والتنمية (SPDC)، العصبة العسكرية الحاكمة سابقًا في بورما. هدف المنظمة هو دعم القرويين في المناطق الريفية في بورما، من خلال مساعدتهم على وضع استراتيجيات لمقاومة الإساءة وترجمة شهاداتهم للتوزيع في جميع أنحاء العالم، مصحوبة بدعم من الصور والأدلة الوثائقية.
قبل فترة وجيزة، مُنحت المجموعة جائزة آسيا للديمقراطية وحقوق الإنسان في عام 2013، واختير موظفو المجموعة لتمثيل منظمات المجتمع المدني الوطنية في مناقشة حقوق الأرض مع لجنة ميانمار الوطنية لحقوق الإنسان ومركز ميانمار للسلام، وللإدلاء بشهاداتهم أمام مجلس الأمن التابع للأمم المتحدة عن الجنود الأطفال.

## نبذة تاريخية

### شعب الكارين
الكارين هم مجموعة من القبائل الهندية الصينية التي تعيش بشكل رئيسي في بورما في شبه الجزيرة الهندية الصينية. يشغلون الجزء الأكبر من هذه الأرض مع الشعوب الأخرى في البلاد، وهم شعب بورما وشان والسيامي وتشين. الدولة الوحيدة التي لا يقطنها غير الكارين هي المنطقة التلية لمقاطعة تونجو وقسم كاريني.
تتكون اللغات الكارينية، من مجموعة اللغات التبتو-بورمية التابعة لعائلة اللغات التبتية الصينية، من ثلاثة فروع غامضة: (سغاو)، (بوو)، (وباو). تنتمي اللغة الكارينية، والكايانية إلى فرع (سغاو). كان شعب الكارين من معتنقي مذهب الأرواحية في الأصل، ولكن أغلبهم اليوم يعتنق البوذية بالإضافة إلى الأرواحية. جاء التأثير البوذي من (شعب مون) الذي كان مهيمنًا في بورما السفلى حتى منتصف القرن الثامن عشر. كان (ثا بايو) أول كاريني اعتنق المسيحية، في عام 1828. استمر اضطهاد السلطات البورمية للمسيحيين حتى يومنا هذا، مؤججًا بالاعتقاد بأن الإمبرياليين الغربيين سعوا لتقسيم البلاد ليس فقط على أساس عرقي بل وعلى أسس دينية.

### خلفية عن بورما
بورما بلد متنوع عرقيًا، يُقسم عدد سكانها البالغ 48-50 مليون نسمة إلى 15 مجموعة عرقية رئيسية، تتفرع كثير منها إلى مجموعات فرعية متميزة. تأتي هذه المجموعات من أصول مختلفة جدًا. يتضح مدى الاختلافات في ثقافاتهم ولغاتهم. وفقًا للكارين، «وصل شعبهم إلى بورما، عندما كانت المنطقة في ذلك الوقت غابة غير مأهولة بالسكان، منذ ما يقارب 2500 عام بعد الهجرة على عدة مراحل من منطقة تُعرف الآن بمنغوليا، واستقروا فيما يعرف الآن باسم إيراوادي وحوض سيتاونج في وسط بورما».
بدأ انتقال الناس مثل الكارين من الأراضي المنخفضة الوسطى إلى التلال. استولى البريطانيون على ما أصبح الآن بورما في 3 حروب: 1824-1826، 1852-1853، وأخيرًا في عام 1886، عندما أصبحت بورما جزءًا من الإمبراطورية البريطانية كمقاطعة للهند البريطانية. حصلت بورما على استقلالها في عام 1948. سيطر الجيش على الحكومة منذ أن قاد الجنرال (ني وين) انقلابًا في عام 1962 أطاح بالحكومة المدنية التي ترأسها (يو نو). ولا تزال بورما تحت سيطرة محكمة من مجلس الدولة للسلام والتنمية الذي يقوده الجيش.

### مشاكل الكارين مع الحكومة البورمية
بورما هي موطن واحدة من أطول الحروب الأهلية في العالم. خلال الخمسين سنة الماضية، حملت منظمات المعارضة التي تمثل مجموعة متنوعة من البرامج السياسية السلاح ضد الحكومة المركزية في رانغون. منذ عام 1962، كانت البلاد تديرها سلسلة من الحكومات العسكرية، بما في ذلك العصبة الحاكمة الحالية (مجلس الدولة للسلام والتنمية). الضحايا الأساسيون في الحرب الأهلية الطويلة في بورما كانوا من الأقليات العرقية، مثل الكارين والمون والكاريني.
بموجب حكم مجلس الدولة للسلام والتنمية، تعين على القرى الزراعية التعامل مع العديد من كتائب الجيش التي تتحرك إلى المنطقة، وتقيد تحركات القرويين وتطالبهم بالطعام والعمل ومواد البناء. تعيش أسر الكارين في مستوى الكفاف، حيث تزرع ما يكفي من الأرز والخضروات لاستخدامها الخاص. لا يحتوي نظامهم على شبكة أمان في الأوقات الصعبة، وبالتالي لا توجد قدرة ذاتية للتعامل مع هذا الموقف. إن ترحيلهم القسري تحت قيادة قوات مجلس الدولة للسلام والتنمية هو لغرض استخدامهم كمصدر مناسب للعمل دون أجر في معسكرات الجيش المحلية وعلى طول الطرق.
بعد بضعة أشهر، يجد الكثير من الناس أنهم في الكثير من الأحيان لا يمتلكون خيارًا سوى الجوع أو الهرب. ينفذ الجيش البورمي عمليات ترحيل قسرية هائلة للقرى الريفية، بقصد القضاء على الدعم المدني لجماعات المعارضة أو تنظيف الأرض من أجل مشاريع بنية تحتية. في هذه الأيام، يعرف معظم الناس ما يحدث في مواقع إعادة التوطين، لذلك عندما يُؤمرون بالتحرك، يهربون ببساطة للاختباء في الغابات المحيطة بمزارعهم. يعيش عشرات الآلاف من الأشخاص في الوقت الحالي بهذه الطريقة «تحت خطر التعرض للاحتجاز أو إطلاق النار عليهم من خلال مرور دوريات مجلس الدولة للسلام والتنمية الذين يسعون أيضًا إلى تدمير إمداداتهم الغذائية ومحاصيلهم في الحقول. وفي النهاية، لا يعود بإمكانهم البقاء على قيد الحياة بهذه الطريقة ويحاولون أن يشقوا طريقهم إلى الحدود بين بورما وتايلاند ليحصلوا على اللجوء».

## رؤية مجموعة الكارين لحقوق الإنسان ورسالتها
تتصور مجموعة الكارين لحقوق الإنسان مستقبلاً يحصل فيه الأشخاص في بورما على كامل حقوق الإنسان والعدالة. تحقيقًا لهذه الغاية، تسعى مجموعة كارين لحقوق الإنسان إلى تطوير منظمة مستقلة وذات مصداقية وتحت قيادة شعب الكارين وتعمل في تعاون وثيق مع المجتمعات المحلية وتعمل وفق منظور حول حقوق الإنسان حدده القرويون بأنفسهم.
مجموعة كارين لحقوق الإنسان هي منظمة محلية مستقلة ملتزمة بتحسين حالة حقوق الإنسان في بورما من خلال إبراز أصوات القرويين ودعم استراتيجياتهم للمطالبة بحقوق الإنسان. وتهدف المجموعة إلى زيادة قدرة القرويين وفرصتهم للمطالبة بحقوقهم الإنسانية، والتأكد من أن أصواتهم وأولوياتهم ووجهات نظرهم تؤثر على صانعي القرار. وهي تشجع المجموعات والمؤسسات المحلية والدولية الأخرى على دعم استراتيجيات الحماية الذاتية للقرويين.

## مخيمات الكارين ومواقعهم
أُنشئ أول مخيم للكارين في عام 1984، ليس بعيدًا عن بلدة ماي سوت الحدودية في مقاطعة تاك في تايلاند. بحلول عام 1986، كان هناك 12 مخيماً للاجئين الكارين وبلغ عدد السكان الإجمالي 19000 شخص في مقاطعتي تاك وماي هونغ سون.
يبلغ طول الحدود بين تايلاند وبورما أكثر من 2000 كيلومتر، مع وجود آلاف نقاط العبور المحتملة. يوضح الرابط المُرفق مناطق الكارين ومواقع مخيمات اللاجئين المختلفة على طول الحدود بين الدولتين. غالبًا ما تُنشأ معسكرات جديدة بالقرب من أي مكان عبرت فيه مجموعات كبيرة من اللاجئين الجدد، وفي كثير من الأحيان في أعقاب الهجمات العسكرية. استقرت العائلات الفردية والجماعات الأصغر التي وصلت إلى تايلاند بشكل منفصل في مخيمات ثابتة. بينما توجد بعض المخيمات على الطرق الرئيسية وبالقرب من القرى التايلاندية، يوجد الكثير منها في المناطق النائية. التضاريس على طول الحدود جبلية وغابات كثيفة في بعض الأماكن.

## أفلام وثائقية عن شعب كارين
(حقوق الإنسان في بورما) هو فيلم وثائقي صنعته منظمة قضايا بورما. فيلم وثائقي آخر «صلاة السلام: الإغاثة والمقاومة في مناطق الحرب في بورما»، وهو فيلم وثائقي قصير أنتجته شركة فري بورما رينجرز وهي حركة خدمات إنسانية متعددة الأعراق توفر المساعدة والأمل والحب للناس في مناطق الحرب في بورما.